# 寇连材
寇连材（？—1896年），中国清朝末年宦官，直隶省昌平州人。
15岁净身入宫，为慈禧太后梳头房太监。被慈禧太后喜爱，室内会计都交给他掌握。之后屡次劝谏太后，太后不快，但是没有治罪於他。历任奏事处太监、会计房太监。甲午战争失败後，对宫内腐败现象更加痛心。光绪二十二年（1896年）二月初十，太后没有起床，他就哭谏：“国危至此，老佛爷即不为祖宗天下计，独不自为计乎？何忍更纵游乐生内变也。”被太后喝斥出去。他上折十条死谏。太后将他囚禁在内务府慎刑司，次年下令移交刑部。二月十六，在北京菜市口被处斩。梁启超曾经在其所著《戊戌政变记》给他专门立传，附在戊戌六君子后面。
值得一提的，是寇被处死当天，御史杨崇伊上疏弹劾文廷式，导致文第二天被革职。日后文在其所著《闻尘偶記》如此提及寇连材的——

丙申二月十六日，上在颐和园。是日午刻诛太监一人于菜市。闻其罪坐私递封奏、语言悖谬云。后乃知太监名寇连才，昌平州人。其奏乃谏游行，请建储，停铁路，练乡兵。又请勿听用李鸿章、张荫桓等共十条云。又闻寇连材言事折跪进于太后手，阅至半，震怒。是日内务府大臣、工部尚书怀塔布以祭龙神路经颐和园，太后召见。命承旨交刑部正法。怀塔布为连才跪求稍宽。不允。故此事不由军机处。恭亲王告翁尚书云：“吾等为旷官矣！”
御史恽毓鼎在二月十七日记里写道——

十七日晴。西城内外拜客。昨日菜市杀太监一名，姓寇，名连瑞，通州人，素娴文墨，为两宫所赏。十二日请假五日，既销假，即进条陈凡十事：一、颐和园不宜驻跸；一、停止勘修圆明园工程；一、不宜使皇上日近声色；一、请立皇子；一、李鸿章不宜出使外洋；一、武备废弛，沿边请练乡团；一、停止铁路工程；一、铸行银元其三条不得其详。奏上，太后震怒，谓祖制宦官不许干预国政，立予斩决。至市，索袍褂著就，向东拜别祖茔及老母，云：「我虽系内监，然所陈诸事皆忠君爱国之心，即骈首市曹，亦可见祖宗于地下。」帖然就戮。

## 質疑
民初以来不少学人对寇连材案有所留意，诸如徐一士、黄浚、朱德裳、罗继祖、彭长卿都曾搜罗材料，予以分析，并以随笔、札记的形式提出见解。但是，他们大多对寇氏事迹鲜有怀疑。萧公权的看法有所不同，他认为梁启超《戊戌政变记》中引用寇连材之言称慈禧虐待光绪之事，其实无人能够证实。1980年代初，历史学家戚其章发现了一份抄本《寇连材死谏折》，进而对梁启超所撰寇太监传提出了更大的质疑，认为寇的思想与康、梁差距甚大，他是被梁氏硬“拉到维新派队伍里去的”。历史学家唐益年则利用清宫档案，对寇连材入宫时间、当差过程以及与慈禧、光绪的关系进行了考订，力矫讹说，并对抄本《寇连材死谏折》的真实性提出了怀疑。大约同时，又有学者亲赴寇连材的家乡北京昌平县南七家庄进行实地访问，对寇氏的身世经历进行订正，力图更多地恢复历史的本来面目。